# L'Hôpital-le-Mercier
Pour les articles homonymes, voir L'Hôpital et Le Mercier.
L'Hôpital-le-Mercier est une commune française située dans le département de Saône-et-Loire, en région Bourgogne-Franche-Comté.

## Géographie
L'Hôpital-le-Mercier est un petit village d'environ 300 habitants dans le Charolais. Située sur les bords de la Loire, cette commune se trouve à quelques kilomètres seulement des départements de l'Allier et de la Loire. Plutôt calme, le village s'articule autour d'un bourg et de plusieurs lieux-dits tel que les Bordes, le Quart ou encore les Crots-Barbes. Les alentours sont principalement composés de prés dans lesquels les éleveurs font paître leurs bêtes, des vaches de race charolaise pour la majorité. L'Hôpital-le-Mercier se trouve à proximité d'autres villages tels que Saint-Yan, Montceaux-l'Étoile ou Varenne-Saint-Germain.

### Climat
Pour des articles plus généraux, voir Climat de la Bourgogne-Franche-Comté et Climat de Saône-et-Loire.
En 2010, le climat de la commune est de type climat océanique dégradé des plaines du Centre et du Nord, selon une étude du Centre national de la recherche scientifique s'appuyant sur une série de données couvrant la période 1971-2000. En 2020, Météo-France publie une typologie des climats de la France métropolitaine dans laquelle la commune est exposée à un climat océanique altéré et est dans la région climatique Centre et contreforts nord du Massif Central, caractérisée par un air sec en été et un bon ensoleillement.
Pour la période 1971-2000, la température annuelle moyenne est de 10,9 °C, avec une amplitude thermique annuelle de 16,6 °C. Le cumul annuel moyen de précipitations est de 757 mm, avec 10,3 jours de précipitations en janvier et 7,3 jours en juillet. Pour la période 1991-2020, la température moyenne annuelle observée sur la station météorologique de Météo-France la plus proche, « Saint-Yan », sur la commune de Saint-Yan à 3 km à vol d'oiseau, est de 11,5 °C et le cumul annuel moyen de précipitations est de 772,4 mm. 
La température maximale relevée sur cette station est de 41,7 °C, atteinte le 31 juillet 1983 ; la température minimale est de −24,2 °C, atteinte le 9 janvier 1985,,.
Les paramètres climatiques de la commune ont été estimés pour le milieu du siècle (2041-2070) selon différents scénarios d'émission de gaz à effet de serre à partir des nouvelles projections climatiques de référence DRIAS-2020. Ils sont consultables sur un site dédié publié par Météo-France en novembre 2022.

## Urbanisme

### Typologie
Au 1er janvier 2024, L'Hôpital-le-Mercier est catégorisée commune rurale à habitat très dispersé, selon la nouvelle grille communale de densité à sept niveaux définie par l'Insee en 2022.
Elle est située hors unité urbaine. Par ailleurs la commune fait partie de l'aire d'attraction de Paray-le-Monial, dont elle est une commune de la couronne,. Cette aire, qui regroupe 19 communes, est catégorisée dans les aires de moins de 50 000 habitants,.

### Occupation des sols
L'occupation des sols de la commune, telle qu'elle ressort de la base de données européenne d’occupation biophysique des sols Corine Land Cover (CLC), est marquée par l'importance des territoires agricoles (88,2 % en 2018), une proportion sensiblement équivalente à celle de 1990 (88,6 %). La répartition détaillée en 2018 est la suivante :  prairies (49,8 %), zones agricoles hétérogènes (35 %), zones industrielles ou commerciales et réseaux de communication (6,1 %), terres arables (3,5 %), eaux continentales (3,5 %), zones urbanisées (2,1 %). L'évolution de l’occupation des sols de la commune et de ses infrastructures peut être observée sur les différentes représentations cartographiques du territoire : la carte de Cassini (XVIIIe siècle), la carte d'état-major (1820-1866) et les cartes ou photos aériennes de l'IGN pour la période actuelle (1950 à aujourd'hui).

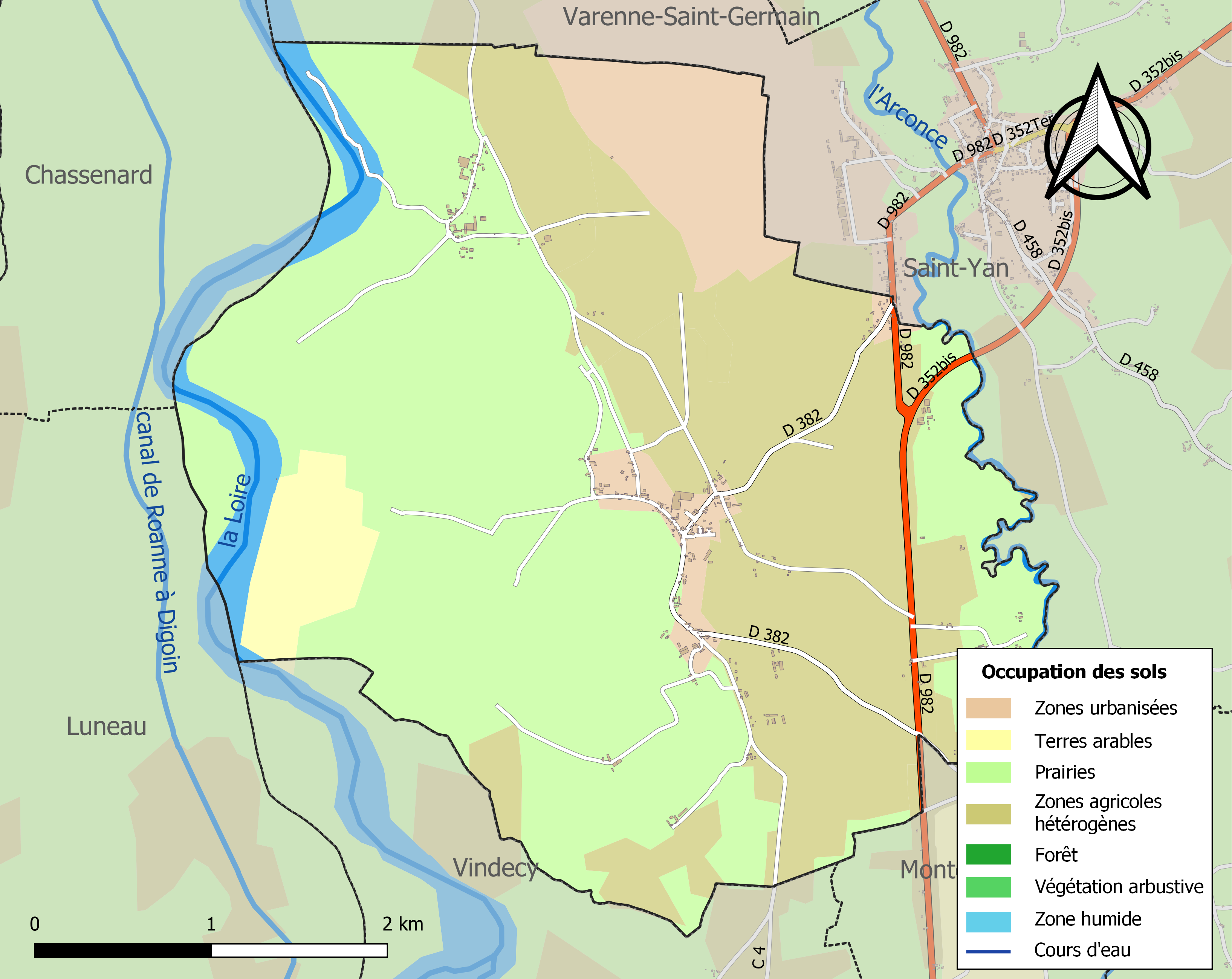
Carte des infrastructures et de l'occupation des sols de la commune en 2018 (CLC).

## Histoire
Les habitants se nomment les Hospitois. La tradition prétend qu'à l'origine, il y avait dans ce village un hôpital pour les lépreux, desservi par des religieuses qui portaient le nom de sœurs bonnes. Il était situé au lieu-dit appelé encore aujourd'hui les Sorbonnes et qu'on nommait à la fin du XVIIIe siècle : Esserbonnes ou Es-serbonnes. Au moment où Courtepée (un abbé sous-professeur du collège de Dijon) visitait la paroisse en 1776, il ne restait déjà plus aucune trace de cet hôpital. Ce n'était plus qu'un souvenir conservé par le nom du lieu, mais qui pourrait remonter à plusieurs siècles, c'est-à-dire à l'époque où la paroisse a commencé d'exister, et d'où elle a pu tirer son nom.
Quant aux mots Le Mercier, ajoutés à L'Hôpital, d'aucuns prétendent qu'ils viendraient du mot latin merces, edis qui veut dire : gage, récompense, pour indiquer que cet hôpital aurait cela de particulier que les malades y étaient admis à titre de récompense et gratuitement. On trouve parfois dans de vieux actes, au lieu de L'Hôpital-le-Mercier, L'Hôpital de Murcy ou de Murcye.

### Les Hospitaliers
La commanderie d'Anglure est à proximité de la Loire (rive droite) au nord de la commune. L'existence de la commanderie est avérée depuis le XIIIe siècle. On trouve en effet mention de cette Domus Hospitalis en 1266, voisine à l'époque de la commanderie templière de Beugney plus au nord sur la rive gauche de la Loire (commune de Chassenard). Anglure avec son membre de Chenay et les granges de Reffy et de l'Haye formaient une commanderie autonome jusqu'au commencement du XVe siècle avant de rejoindre le giron de la commanderie de Beugnet est une ancienne commanderie de l'ordre de Saint-Jean de Jérusalem au sein du grand prieuré d'Auvergne,

## Politique et administration
| Période                                  | Période  | Identité       | Étiquette | Qualité |
| ---------------------------------------- | -------- | -------------- | --------- | ------- |
| 1978                                     | en cours | Georges Bordat |           | Maire   |
| Les données manquantes sont à compléter. |          |                |           |         |

## Démographie
L'évolution du nombre d'habitants est connue à travers les recensements de la population effectués dans la commune depuis 1793. Pour les communes de moins de 10 000 habitants, une enquête de recensement portant sur toute la population est réalisée tous les cinq ans, les populations de référence des années intermédiaires étant quant à elles estimées par interpolation ou extrapolation. Pour la commune, le premier recensement exhaustif entrant dans le cadre du nouveau dispositif a été réalisé en 2004.

En 2022, la commune comptait 301 habitants, en évolution de −0,66 % par rapport à 2016 (Saône-et-Loire : −1,06 %, France hors Mayotte : +2,11 %).
| 1793 | 1800 | 1806 | 1821 | 1831 | 1836 | 1841 | 1846 | 1851 |
| ---- | ---- | ---- | ---- | ---- | ---- | ---- | ---- | ---- |
| 302  | 334  | 364  | 380  | 372  | 420  | 393  | 405  | 411  |

| 1856 | 1861 | 1866 | 1872 | 1876 | 1881 | 1886 | 1891 | 1896 |
| ---- | ---- | ---- | ---- | ---- | ---- | ---- | ---- | ---- |
| 435  | 423  | 407  | 386  | 375  | 413  | 393  | 392  | 397  |

| 1901 | 1906 | 1911 | 1921 | 1926 | 1931 | 1936 | 1946 | 1954 |
| ---- | ---- | ---- | ---- | ---- | ---- | ---- | ---- | ---- |
| 367  | 376  | 359  | 332  | 342  | 341  | 325  | 318  | 292  |

| 1962 | 1968 | 1975 | 1982 | 1990 | 1999 | 2004 | 2006 | 2009 |
| ---- | ---- | ---- | ---- | ---- | ---- | ---- | ---- | ---- |
| 258  | 267  | 294  | 290  | 306  | 300  | 299  | 293  | 315  |

| 2014 | 2019 | 2022 | - | - | - | - | - | - |
| ---- | ---- | ---- | - | - | - | - | - | - |
| 299  | 304  | 301  | - | - | - | - | - | - |

## Économie
Commerces et bureau de poste les plus proches à Saint-Yan. Station service entre Saint-Yan et L'Hôpital-le-Mercier. Un bar restaurant vient d'ouvrir ses portes dans le bourg.

## École
École (avec garderie et cantine) pour les enfants de 5 à 11 ans (maternelle à Saint-Yan).
Avant 1880, il existait à l'Hôpital-le-Mercier une école privée de filles tenues par des religieuses appartenant à la Congrégation de l'Enfant-Jésus de Claveisolles (Rhône). En 1894, un nouveau bâtiment fut construit. L'école prit le nom d'école Sainte-Elisabeth. L'école pouvait accueillir des internes (14 en 1932). L'école ferma ses portes en 1959. En 1994, la commune acheta les bâtiments qui abritèrent désormais mairie et salles communales.

## Sports
Cours d'équitation poney et cheval.

## Associations
Associations (Retraités, Donneurs de Sang, Ball'trap). Foot, activités paroissiales, école de musique et harmonie à Saint-Yan.

## Culture locale et patrimoine

### Lieux et monuments

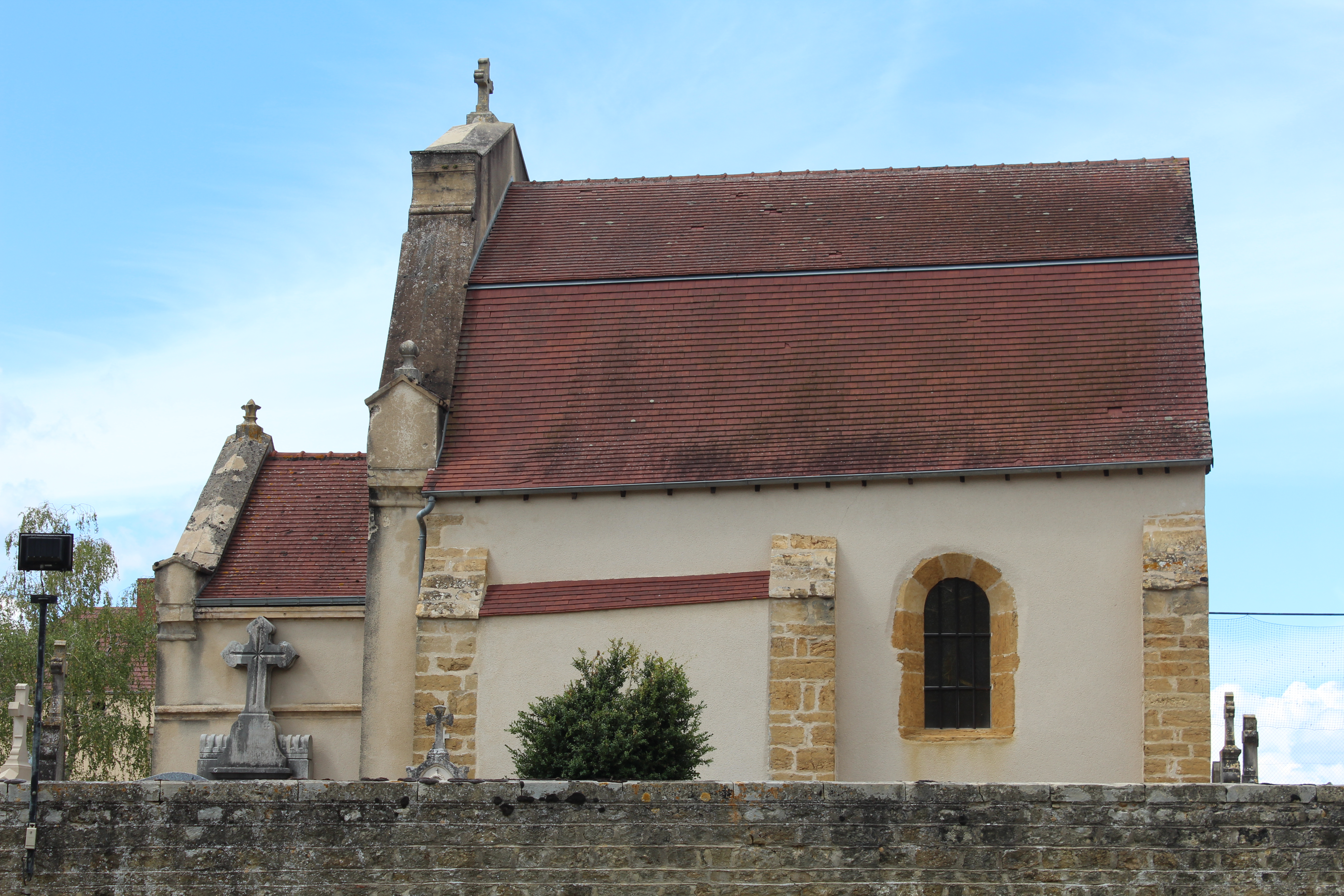
Chapelle Saint-Sylvestre.

- Chapelle ancienne dans le cimetière.
- Église dans le bourg, dédiée à saint Sylvestre, datant du XIXe siècle (autel consacré le 1er mai 1876), et dont le clocher abrite deux cloches fondues en 1847 et 1896[22].
- Salle des fêtes pouvant contenir au moins 100 personnes.